# Viola subandina
Viola subandina är en violväxtart som beskrevs av J.M. Watson. Viola subandina ingår i släktet violer, och familjen violväxter. Inga underarter finns listade i Catalogue of Life.